# La Permuta, Chiapas
La Permuta är en ort i Mexiko.   Den ligger i kommunen Mapastepec och delstaten Chiapas, i den sydöstra delen av landet, 800 km sydost om huvudstaden Mexico City. La Permuta ligger 23 meter över havet och antalet invånare är 284.
Terrängen runt La Permuta är huvudsakligen platt, men åt nordost är den kuperad. Runt La Permuta är det ganska glesbefolkat, med 27 invånare per kvadratkilometer. Närmaste större samhälle är Mapastepec, 15,7 km öster om La Permuta. Trakten runt La Permuta består till största delen av jordbruksmark.